# Maite Pagazaurtundua
María Teresa Pagazaurtundúa Ruiz (Hernani, 11 febbraio 1965) è una politica spagnola di origine basca. Attualmente è membro del Parlamento europeo, e portavoce di Unione Progresso e Democrazia.

## Biografia
È nata e cresciuta ad Hernani, un piccolo villaggio nei Paesi Baschi. Ha studiato filologia basca e spagnola all'Università di Deusto.
Sua madre era una rifugiata di guerra che in seguito divenne un'attivista per la libertà nei Paesi Baschi. Uno dei suoi fratelli, Joseba Pagazaurtundúa, è stato assassinato da ETA nel 2003 dopo aver subito minacce, molestie e aggressioni per anni.
È sposata e ha due figlie. Ha dovuto lasciare il Paese Basco, sotto consiglio della polizia, dopo anni di molestie, persecuzioni e aggressioni, e soprattutto dopo l'omicidio di suo fratello.